# Alison Folland
Alison Folland est une actrice américaine née le 10 août 1978 à Boston.

## Filmographie
- 1995 : Prête à tout (To Die For) : Lydia Mertz
- 1996 : Le Poids du déshonneur (Before and After) : Martha Taverner
- 1997 : All Over Me : Claude
- 1997 : Homicide : Grace Rivera
- 1997 : Will Hunting (Good Will Hunting)
- 1998 : New York, police judiciaire (Law and Order) : Gina Bowman
- 1999 : Boys Don't Cry : Kate
- 1999 : Pigeonholed : Eve
- 2000 : À la rencontre de Forrester (Finding Forrester)
- 2001 : Things Behind the Sun : Lulu
- 2003 : Milwaukee, Minnesota : Tuey Stites
- 2004 : The Ballad of Pinto Red : Pinto Pulaski
- 2004 : She Hate Me : Doris
- 2004 : Stay Until Tomorrow : Carla
- 2005 : Zerophilia : Janine
- 2006 : Les Experts : Manhattan : Stacey Gale
- 2006 : Diggers : Beth
- 2007 : I'm Not There : Grace
- 2008 : Keys to Our Heart : Sally Sue
- 2008 : Bridge
- 2008 : Phénomènes (The Happening) : Claire
- 2008 : The Sisterhood of the Traveling Pants 2 : Margaret
- 2009 : The Better Half : Maj